# Necessitat d'informació
La necessitat d'informació és el desig que té un individu o un col·lectiu de persones de voler trobar i obtenir informació per satisfer una necessitat conscient o inconscient. Així mateix, podem dir que era l'objecte central de l'estudi del comportament informacional i que és una de les tres fases del procés de cerca d'informació (PCI), juntament amb la cerca i l'ús de la informació.

## Diferents perspectives
Diversos autors han fet aportacions al concepte necessitat d'informació, que podem agrupar en quatre grans blocs:
1. La necessitat d'informació com un objecte físic invariable.
- Maurice Line (1974):[2] “Allò que un individu hauria de tenir per a la seva feina, la seva recerca o la seva realització personal. En el cas d'un investigador, era la informació necessària que permetia l'avenç de la seva recerca.”
- Charles Atkins (1973): “És la funció d'incertesa extrínseca produïda per una discrepància percebuda entre el nivell actual de certesa de l'individu sobre objectes importants de l'entorn i un estat que es pretén aconseguir.”
- Raya Fidel (2000):[3] “És el concepte més bàsic en l'enfocament centrat en l'usuari. Per què busca informació la gent? Habitualment, perquè han de resoldre un problema o prendre una decisió.”

2. La necessitat d'informació en diferents estats de consciència.
- Robert S. Taylor (1968):[4] “La necessitat d'informació consta de quatre nivells:

1. Necessitat visceral (the visceral need): la necessitat actual i real d'informació, però no expressada. La necessitat conscient i inconscient d'informació. Seria la “qüestió ideal”.
2. Necessitat conscient (the conscious need): la descripció mental conscient d'una àrea mal definida de la decisió. En aquest nivell, l'investigador podria parlar amb algú més per obtenir una resposta. Quan formula la pregunta a algú d'aquesta manera, no pensa en termes de blocs concrets d'informació o d'un missatge organitzat.
3. Necessitat formalitzada (the formalized need): l'investigador pot fer una declaració racional de la seva pregunta. Aquesta declaració és una descripció racional i inequívoca dels seus dubtes. La pregunta seria què ens agradaria que el sistema respongués.
4. Necessitat compromesa (the compromised need): la pregunta que es presenta al sistema d'informació.

A més a més, Taylor distingeix cinc grups de variables que influeixen en la pregunta i en la seva formació dins d'un sistema:
1. Aspectes generals físics i geogràfics. Quants passos hi ha entre la pregunta original i la informació rebuda i quin és el temps necessari?
2. Entrada del sistema (System-input). Quin tipus de material s'introdueix en el sistema, i quin és l'article de la unitat?
3. Organització interna (Internal organization). En aquest cas, es fa referència a la classificació, indexació, encapçalament de matèria i aspectes similars.
4. Pregunta d'entrada (Question input).
5. Sortida o resultat (Output).

3. La necessitat d'informació com una situació problemàtica i d'incertesa.
- Gernot Wersig (1979):[5] “La necessitat d'informació es planteja quan l'individu reconeix que la imatge del món que té és insuficient per a interpretar-lo”
- Nicholas J. Belkin Arxivat 2010-05-16 a Wayback Machine. (1980):[6] “En primer lloc, l'individu decideix considerar algun aspecte particular del seu estat de coneixement (per exemple, la definició d'un problema particular, l'exposició d'un objectiu que cal assolir) però s'adona que aquesta situació és inadequada en termes de decisió inicial. En el nostre model de comunicació, la insuficiència percebuda s'interpreta com un aspecte de l'estat anòmal de coneixement de l'usuari (ASK). Aquest terme és un bon acrònim i a més a més posa de manifest que les situacions inadequades en un estat de coneixement poden ser de molts tipus: buits, deficiències, incertesa o incoherència. Així mateix, el terme ASK permet explicar el problema de la no especificabilitat de la necessitat d'informació”.
- Carol C. Khulthau Arxivat 2009-10-12 a Wayback Machine. (1991):[7] “Una cerca d'informació comença amb la dificultat de l'usuari en relació al problema o tema. La incertesa amb què s'inicia el procés de cerca d'informació (PCI) causa confusió, dubtes i és probable que vagi acompanyat de sentiments d'ansietat. La mateixa naturalesa del PCI crea un clima d'ansietat potencial. El que es necessita per resoldre’l és la necessitat d'informació”.

4. La necessitat d'informació com un procés d'assignació de sentit.
- Brenda Dervin (1983):[8] “Tenir una necessitat implica tenir un sentiment de mancança que experimenta un individu i que suggereix algun tipus de buit que requereix que s'ompli. Quan al concepte necessitat hi apliquem la paraula informació, el que estem suggerint és que tenim un buit que pot ser omplert per una cosa que la persona anomena informació.” Els individus es mouen al llarg del temps i l'espai fins que arriben a una bretxa cognitiva, on es detecta una necessitat informativa. Aquesta bretxa o llacuna se supera a través de l'adquisició de nova informació abans d'avançar de nou. L'objectiu dels esforços que dedica un individu a la cerca d'informació és donar sentit a una situació actual.